# Pathologisch fosfeen
Pathologische fosfenen is de verzamelnaam voor alle fosfenen die ontstaan op een "ongezonde" manier.
De meest voorkomende pathologische fosfenen ontstaan door:
- intoxicatie (door giften of medicatie)
- traumatische oorzaken (bijvoorbeeld een klap op het hoofd)
- toevallige bloeddrukveranderingen in de haarvaten van de ogen (bijvoorbeeld bij het niezen)